# Mycodrosophila nigropteropleura
Mycodrosophila nigropteropleura är en tvåvingeart som beskrevs av Kang, Lee och Bahng 1965. Mycodrosophila nigropteropleura ingår i släktet Mycodrosophila och familjen daggflugor. Inga underarter finns listade i Catalogue of Life.